# Асиввож (притока Лун-Вожпала)
Асивво́ж (рос. Асыввож) — річка в Республіці Комі, Росія, ліва притока річки Лун-Вожпал, лівої твірної річки Палью, лівої притоки річки Ілич, правої притоки річки Печора. Протікає територією Троїцько-Печорського району.
Річка протікає на північний захід, захід та північний захід.